# Gagrellula grandis
Gagrellula grandis is een hooiwagen uit de familie Sclerosomatidae.